# Jagged Little Thrill
Albums de Jagged Edge
J.E. Heartbreak
(2000) Hard
(2003)
Jagged Little Thrill est le troisième album studio du groupe masculin R&B Jagged Edge sorti en 2001.
C'est l'album qui s'est classé le plus haut dans les charts et le premier succès international pour le groupe notamment grâce au hit single Where the Party At numéro un du Hot R&B/Hip Hop Singles & Tracks et numéro 3 du Billboard Hot 100.
L'album est quasi intégralement produit par Jermaine Dupri et son collaborateur au sein de la production So So Def B. Cox.
Contrairement aux précédents cet album sonne plus hip hop et plus festif comme l'atteste les collaborations avec Ludacris, Trina et Nelly.
Le titre de l'album est un clin d'œil à l'album d'Alanis Morissette Jagged Little Pill.
Il existe une version sortie uniquement en europe et où figurent 3 remix de chansons du précédent album.
La version remixée de I Got It intitulée I Got It 2 et en collaboration avec le rappeur Nas fait office de 3e single après Where the Party At et Goodbye.

## Liste des chansons
1. The Saga Continues
2. Where The Party At (avec Nelly)
3. Goodbye
4. Cut Somethin' (avec Ludacris)
5. Girl It's Over
6. Can We Be Tight
7. I Got It (avec Trina)
8. Best Friends
9. Nothing With You
10. Drivink Me to Drink
11. This Goes Out (avec Big Duke)
12. Respect
13. Head of Household
14. Remedy

Bonus Track Version Internationale :
1. Promise (Cool JD Remix) (avec Loon)
2. Let's Get Married (Reception Mix) (avec Kanye West)
3. Let's Get Married (ReMarqable Remix) (avec Rev Run de Run DMC)